# Sarah Reid (skeletonster)
Sarah Reid (Calgary, 2 juni 1987) is een Canadese skeletonster. Ze vertegenwoordigde haar vaderland op de Olympische Winterspelen 2014.

## Carrière
Reid maakte haar wereldbekerdebuut in Nagano op 13 januari 2007. Ze nam deel aan de Wereldkampioenschappen skeleton 2008 en eindigde hierbij op een 8e plaats. Op 8 december 2012 behaalde ze in Lake Placid haar eerste wereldbekeroverwinning. Bij de WK in 2013 behaalde Reid zowel op het individuele nummer als in de landenwedstrijd een bronzen medaille.
In 2014 nam Reid deel aan de Olympische Winterspelen 2014 waar ze op de 7e plaats eindigde.

## Resultaten
| Jaar | Plaats | Resultaat |
| ---- | ------ | --------- |
| 2014 | Sotsji | 7e        |

| Jaar | Plaats       | Resultaat         |
| ---- | ------------ | ----------------- |
| 2008 | Altenberg    | 8e                |
| 2012 | Lake Placid  | 11e               |
| 2013 | Sankt Moritz | · Landenwedstrijd |

### Wereldbeker
| Seizoen   | Rang |
| --------- | ---- |
| 2006/2007 | 21e  |
| 2008/2009 | 15e  |
| 2010/2011 | 18e  |
| 2011/2012 | 10e  |
| 2012/2013 | 5e   |
| 2013/2014 | 14e  |

| Datum           | Plaats      |
| --------------- | ----------- |
| 8 november 2012 | Lake Placid |